# Parker, Pennsylvania
Parker là một thành phố thuộc quận Armstrong, tiểu bang Pennsylvania, Hoa Kỳ. Năm 2010, dân số của thành phố này là 840 người.